# آنتونی گوئیدرا
آنتونی گوئیدرا (به انگلیسی: Anthony Guidera) بازیگر آمریکایی است.
از فیلم‌های معروف او می‌توان به بازی در فیلم گونه و تا تو بودی اشاره کرد.